# متلازمة اضطراب ترامب

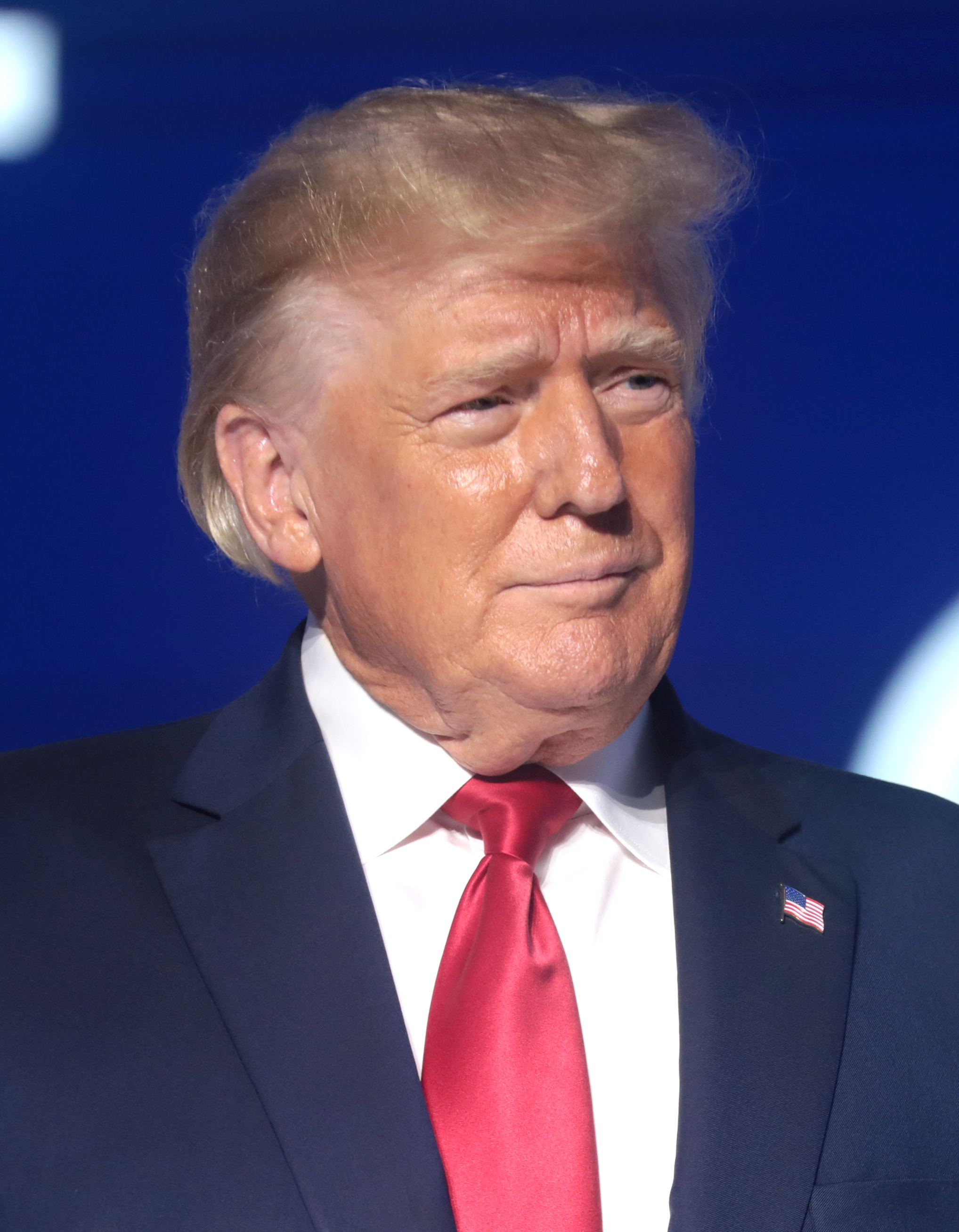
دونالد ترمب

متلازمة الاضطراب من ترمب ( TDS ) هو مصطلح ازدرائي ، عادةً ما يشير إلى النقد أو ردود الفعل السلبية على رئيس الولايات المتحدة دونالد ترمب والتي يُنظر لها على أنها غير عقلانية، ويُفترض أنها لا تهتم كثيرًا لمواقف ترمب السياسية الحقيقية، أو الإجراءات التي تتخذها إدارته. استخدم أنصار ترمب المصطلح بشكل أساسي لتشويه الانتقادات الموجهة ضده، وكطريقة لإعادة صياغة الجدل من خلال الإشارة إلى أن خصومه غير قادرين على إدراك العالم بدقة. كتب المؤسس المشارك لـ بوليتيكو جون إف. هاريس أن TDS مرتبطة بالتلاعب بالعقول ، "مفهوم نفسي آخر تم الترويج له في عهد ترمب."  استخدم الصحفيون هذا المصطلح للدعوة إلى ضبط النفس عند الحكم على تصريحات ترمب وأفعاله.